# روبرتو بونيلا
روبرتو بونيلا (بالإسبانية: Roberto Bonilla)‏ هو سباح غواتيمالي، ولد في 28 سبتمبر 1971.

## روابط خارجية
- روبرتو بونيلا على موقع أوليمبيديا (الإنجليزية)